# Макаров, Анатолий Петрович (легкоатлет)
Анато́лий Петро́вич Мака́ров (15 января 1939 — 10 сентября 2013, Екатеринбург) — советский легкоатлет, специалист по бегу на длинные дистанции и кроссу. Выступал на всесоюзном уровне в 1960-х и 1970-х годах, серебряный и бронзовый призёр чемпионатов СССР, обладатель бронзовой медали Спартакиады народов СССР, победитель Кубка Европы в командном зачёте, победитель первенств всесоюзного и всероссийского значения, участник чемпионата Европы в Будапеште. Представлял Свердловск и Вооружённые силы. Мастер спорта СССР международного класса.

## Биография
Родился 15 января 1939 года. Занимался лёгкой атлетикой в Свердловске, выступал за РСФСР и Советскую Армию.
Первых серьёзных успехов на всесоюзном уровне добился в сезоне 1965 года, когда в беге на 3000 метров выиграл серебряную медаль на соревнованиях в Москве, в беге на 5000 метров стал пятым на Мемориале братьев Знаменских в Минске и четвёртым на соревнованиях в Киеве.
В 1966 году в дисциплине 5000 метров одержал победу на соревнованиях в Ленинграде и Волгограде, финишировал седьмым на международном старте в Лондоне и четвёртым на Мемориале братьев Знаменских в Одессе, в дисциплине 10 000 метров завоевал серебряную награду на чемпионате СССР в Днепропетровске. Благодаря череде удачных выступлений вошёл в основной состав советской сборной и удостоился права защищать честь страны на чемпионате Европы в Будапеште — на предварительном квалификационном этапе 5000 метров показал время 13:58.6, чего оказалось недостаточно для выхода в финальную стадию.
В 1967 году выиграл серебряную медаль в дисциплине 5 км на чемпионате СССР по кроссу в Ессентуках, бронзовую медаль в дисциплине 5000 метров на чемпионате страны в рамках IV летней Спартакиаде народов СССР в Москве, занял четвёртое место на кроссе Юманите. Помимо этого, с личным рекордом 13:34.8 выиграл 5000 метров на всесоюзных соревнованиях в Киеве, стал третьим в беге на 10 000 метров на Кубке Европы в Киеве — тем самым помог соотечественникам выиграть мужской командный зачёт.
В 1968 году стал бронзовым призёром кросса Юманите, в беге на 5000 метров получил серебро в Днепропетровске, был лучшим на международном старте в Цюрихе, взял бронзу на Мемориале братьев Знаменских в Ленинграде. В беге на 10 000 метров отметился победой на международных соревнованиях в Потсдаме.
В 1969 году выиграл 10 000 метров в Москве, финишировал седьмым на дистанции 5000 метров на чемпионате СССР в Киеве.
В июне 1971 года на соревнованиях в Ростове-на-Дону превзошёл всех соперников в дисциплине 10 000 метров, установив при этом свой личный рекорд — 28:50.8.
Скончался 10 сентября 2013 года, похоронен на Северном кладбище Екатеринбурга.